# Allium haemanthoides
Allium haemanthoides — багаторічна рослина родини амарилісових, поширена в західному Ірані та північному Іраку.

## Опис
Листочки оцвітини лінійно-трикутні, білувато-рожеві, 14–18 мм завдовжки, (1)1,5 мм завширшки, тичинкові нитки злегка забарвлені, 1/5–1/4 довжини листочків оцвітини.

## Поширення
Поширений у західному Ірані та на півночі Іраку.